# قائمة أجهزة بلاك بيري 10
قائمة الأجهزة التي تعمل بنظام التشغيل بلاك بيري 10 والتي تم إيقاف دعمها. بدأ استخدام الشركة لنظام التشغيل أندرويد بدءًا من خريف عام 2015 مع إطلاق بلاك بيري برايف وبعد ذلك.

## الهواتف الذكية

### الفئة المتوسطة
تستهدف الأجهزة في الفئة المتوسطة الأسواق الناشئة والعملاء ذوي التوجه الميسور. تستخدم هذه الأجهزة معالجات ثنائية النواة. تتضمن الذاكرة التخزين الداخلية بين 8 جيجابايت و 16 جيجابايت، ولكن يمكن إضافة مزيد من المساحة باستخدام بطاقة microSD منفصلة.
| المنتج        | تاريخ الإصدار | المعالج      | الذاكرة العشوائية (RAM) | التخزين     | التخزين          | الشاشة   | الشاشة   | الكاميرا   | الكاميرا     | لوحة مفاتيح فيزيائية |
| المنتج        | تاريخ الإصدار | المعالج      | الذاكرة العشوائية (RAM) | الداخلية    | قابلة للإزالة    | الحجم    | الدقة    | الخلفية    | الأمامية     | لوحة مفاتيح فيزيائية |
| ------------- | ------------- | ------------ | ----------------------- | ----------- | ---------------- | -------- | -------- | ---------- | ------------ | -------------------- |
| بلاك بيري Q5  | يونيو 2013    | 1.2 جيجاهرتز | 2 جيجابايت              | 8 جيجابايت  | حتى 32 جيجابايت  | 3.1 بوصة | 720x720  | 5 ميجابكسل | 2 ميجابكسل   |                      |
| بلاك بيري Z3  | أكتوبر 2013   | 1.2 جيجاهرتز | 1.5 جيجابايت            | 8 جيجابايت  | حتى 128 جيجابايت | 5 بوصة   | 540x960  | 5 ميجابكسل | 1.1 ميجابكسل |                      |
| بلاك بيري ليب | أبريل 2015    | 1.2 جيجاهرتز | 2 جيجابايت              | 16 جيجابايت | حتى 128 جيجابايت | 5 بوصة   | 720x1280 | 8 ميجابكسل | 2 ميجابكسل   |                      |

### الفئة الرئيسية
يتم عرض الأجهزة الرئيسية أكثر في إعلانات بلاك بيري . يتميز الباسبورت بمعالج رباعي النواة. تستخدم جميع الأجهزة الأخرى معالجات ثنائية النواة.
| المنتج            | تاريخ الإصدار | المعالج      | الذاكرة العشوائية (RAM) | التخزين     | التخزين          | الشاشة   | الشاشة    | الكاميرا    | الكاميرا   | لوحة مفاتيح فيزيائية |
| المنتج            | تاريخ الإصدار | المعالج      | الذاكرة العشوائية (RAM) | الداخلية    | قابلة للإزالة    | الحجم    | الدقة     | الخلفية     | الأمامية   | لوحة مفاتيح فيزيائية |
| ----------------- | ------------- | ------------ | ----------------------- | ----------- | ---------------- | -------- | --------- | ----------- | ---------- | -------------------- |
| بلاك بيري كلاسيك  | ديسمبر 2014   | 1.5 غيغاهرتز | 2 غيغابايت              | 16 غيغابايت | حتى 128 غيغابايت | 3.5 بوصة | 720x720   | 8 ميجابكسل  | 2 ميجابكسل |                      |
| بلاك بيري باسبورت | سبتمبر 2014   | 2.2 غيغاهرتز | 3 غيغابايت              | 32 غيغابايت | حتى 128 غيغابايت | 4.5 بوصة | 1440x1440 | 13 ميجابكسل | 2 ميجابكسل |                      |
| بلاك بيري كيو10   | أبريل 2013    | 1.5 غيغاهرتز | 2 غيغابايت              | 16 غيغابايت | حتى 64 غيغابايت  | 3.1 بوصة | 720x720   | 8 ميجابكسل  | 2 ميجابكسل |                      |
| بلاك بيري زد10    | يناير 2013    | 1.5 غيغاهرتز | 2 غيغابايت              | 16 غيغابايت | حتى 64 غيغابايت  | 4.2 بوصة | 768x1280  | 8 ميجابكسل  | 2 ميجابكسل |                      |
| بلاك بيري زد30    | سبتمبر 2013   | 1.7 غيغاهرتز | 2 غيغابايت              | 16 غيغابايت | حتى 64 غيغابايت  | 5 بوصة   | 720x1280  | 8 ميجابكسل  | 2 ميجابكسل |                      |

### تصميم بورش
هواتف تصميم بورش هي اجهزة فاخرة مستندة كما يوحي الاسم إلى علامة السيارات بورش. تستخدم هذه الأجهزة مكونات فاخرة على الجزء الخارجي. تكون الأجهزة الداخلية متطابقة مع الهواتف الرئيسية المقابلة، ولكن تتم ترقية الذاكرة الداخلية إلى 64 غيغابايت.
| المنتج           | تاريخ الإصدار | المعالج       | الذاكرة العشوائية (RAM) | التخزين     | التخزين          | الشاشة   | الشاشة   | الكاميرا   | الكاميرا   | لوحة مفاتيح فيزيائية |
| المنتج           | تاريخ الإصدار | المعالج       | الذاكرة العشوائية (RAM) | الداخلية    | قابلة للإزالة    | الحجم    | الدقة    | الخلفية    | الأمامية   | لوحة مفاتيح فيزيائية |
| ---------------- | ------------- | ------------- | ----------------------- | ----------- | ---------------- | -------- | -------- | ---------- | ---------- | -------------------- |
| بلاك بيري P'9982 | يناير 2014    | 1.5 غيغاهرتز  | 2 غيغابايت              | 64 غيغابايت | حتى 64 غيغابايت  | 4.2 بوصة | 768x1280 | 8 ميجابكسل | 2 ميجابكسل |                      |
| بلاك بيري P'9983 | يناير 2014    | 1.5 غيغاهر تز | 2 غيغابايت              | 64 غيغابايت | حتى 128 غيغابايت | 3.1 بوصة | 720x720  | 8 ميجابكسل | 2 ميجابكسل |                      |

## روابط خارجية
- BlackBerry.com